# Campeonato Mundial de Halterofilismo de 2015 - Até 105 kg masculino
A categoria até 105 kg masculino foi um evento do Campeonato Mundial de Halterofilismo de 2015, disputado no Centro de Convenções George R. Brown, em Houston, nos Estados Unidos, entre 26 a 27 de novembro de 2015. 

## Calendário
Horário local (UTC-6) 
| Dia            | Horário | Fase    |
| -------------- | ------- | ------- |
| 26 de novembro | 17:25   | Grupo C |
| 27 de novembro | 12:00   | Grupo B |
| 27 de novembro | 17:25   | Grupo A |

## Medalhistas
| Evento    | Ouro                     | Ouro   | Prata                    | Prata  | Bronze                     | Bronze |
| --------- | ------------------------ | ------ | ------------------------ | ------ | -------------------------- | ------ |
| Arranque  | Ivan Efremov (UZB)       | 192 kg | Alexandr Zaichikov (KAZ) | 191 kg | Simon Martirosyan (ARM)    | 186 kg |
| Arremesso | David Bedzhanyan (RUS)   | 231 kg | Alexandr Zaichikov (KAZ) | 230 kg | Sardorbek Dusmurotov (UZB) | 228 kg |
| Total     | Alexandr Zaichikov (KAZ) | 421 kg | David Bedzhanyan (RUS)   | 411 kg | Artūrs Plēsnieks (LAT)     | 405 kg |

## Recordes
Antes desta competição, o recorde mundial da prova era o seguinte:
| Recorde         | Tipo      | Atleta               | Peso   | Local  | Data                   |
| Recorde Mundial | Arranque  | Andrei Aramnau (BLR) | 200 kg | Pequim | 18 de agosto de 2008   |
| Recorde Mundial | Arremesso | Ilya Ilyin (KAZ)     | 242 kg | Almaty | 15 de novembro de 2014 |
| Recorde Mundial | Total     | Andrei Aramnau (BLR) | 436 kg | Pequim | 18 de agosto de 2008   |

## Resultado
Os resultados foram os seguintes. 
| Pos.              | Atleta                     | Grupo | Peso   | Arranque (kg) | Arranque (kg) | Arranque (kg) | Arranque (kg)     | Arremesso (kg) | Arremesso (kg) | Arremesso (kg) | Arremesso (kg)    | Total |
| Pos.              | Atleta                     | Grupo | Peso   | 1             | 2             | 3             | Resultado         | 1              | 2              | 3              | Resultado         | Total |
| ----------------- | -------------------------- | ----- | ------ | ------------- | ------------- | ------------- | ----------------- | -------------- | -------------- | -------------- | ----------------- | ----- |
| Medalha de ouro   | Alexandr Zaichikov (KAZ)   | A     | 104.37 | 186           | 191           | 191           | Medalha de prata  | 225            | 230            | 233            | Medalha de prata  | 421   |
| Medalha de prata  | David Bedzhanyan (RUS)     | A     | 104.90 | 180           | 185           | 186           | 8                 | 225            | 231            | 242            | Medalha de ouro   | 411   |
| Medalha de bronze | Artūrs Plēsnieks (LAT)     | A     | 104.07 | 175           | 179           | 182           | 9                 | 217            | 222            | 226            | 4                 | 405   |
| 4                 | Timur Naniev (RUS)         | A     | 104.68 | 182           | 187           | 187           | 4                 | 222            | 222            | 227            | 5                 | 404   |
| 5                 | Simon Martirosyan (ARM)    | A     | 104.80 | 180           | 186           | 191           | Medalha de bronze | 216            | 216            | 216            | 8                 | 402   |
| 6                 | Arkadiusz Michalski (POL)  | A     | 104.99 | 175           | 178           | 181           | 12                | 220            | 228            | 228            | 6                 | 398   |
| 7                 | Roman Zaitsev (UKR)        | A     | 103.53 | 173           | 178           | 180           | 6                 | 214            | 216            | 216            | 7                 | 396   |
| 8                 | Ivan Efremov (UZB)         | A     | 104.89 | 183           | 187           | 192           | Medalha de ouro   | 204            | 215            | 216            | 18                | 396   |
| 9                 | Sardorbek Dusmurotov (UZB) | B     | 104.43 | 163           | 166           | 169           | 19                | 218            | 225            | 228            | Medalha de bronze | 394   |
| 10                | Aliaksandr Bersanau (BLR)  | B     | 97.57  | 165           | 173           | 178           | 10                | 206            | 215            | 218            | 9                 | 393   |
| 11                | Jürgen Spieß (GER)         | B     | 104.30 | 165           | 170           | 170           | 14                | 205            | 210            | 211            | 11                | 381   |
| 12                | Jesús González (VEN)       | B     | 104.95 | 171           | 171           | 176           | 13                | 204            | 209            | 209            | 19                | 380   |
| 13                | Ferenc Gyurkovics (HUN)    | B     | 104.64 | 170           | 170           | 175           | 15                | 195            | 206            | 206            | 16                | 376   |
| 14                | Ryunosuke Mochida (JPN)    | C     | 104.44 | 158           | 163           | 167           | 18                | 202            | 202            | 208            | 13                | 375   |
| 15                | Robby Behm (GER)           | B     | 104.52 | 162           | 167           | 167           | 25                | 201            | 207            | 213            | 10                | 375   |
| 16                | Giorgi Chkheidze (GEO)     | C     | 104.85 | 160           | 165           | 168           | 17                | 197            | 202            | 207            | 15                | 375   |
| 17                | Gaber Mohamed (EGY)        | B     | 104.61 | 163           | 168           | 169           | 24                | 202            | 207            | —              | 14                | 370   |
| 18                | Vasil Gospodinov (BUL)     | C     | 101.96 | 165           | 172           | 172           | 20                | 196            | 203            | 208            | 20                | 368   |
| 19                | Hiroaki Shiraishi (JPN)    | C     | 104.79 | 157           | 161           | 161           | 30                | 200            | 206            | 209            | 12                | 366   |
| 20                | Nailkhan Nabiyev (AZE)     | C     | 94.15  | 158           | 163           | 163           | 23                | 202            | 211            | 212            | 21                | 365   |
| 21                | Arnas Šidiškis (LTU)       | C     | 102.89 | 160           | 165           | 170           | 21                | 192            | 197            | 200            | 23                | 362   |
| 22                | Resul Elvan (TUR)          | C     | 104.16 | 160           | 160           | 161           | 26                | 201            | 205            | 208            | 22                | 362   |
| 23                | Alejandro Cisnero (CUB)    | C     | 104.00 | 150           | 155           | 160           | 27                | 190            | 195            | 200            | 24                | 355   |
| 24                | Gia Machavariani (GEO)     | C     | 104.80 | 160           | 165           | 165           | 22                | 190            | 197            | 197            | 28                | 355   |
| 25                | Kévin Bouly (FRA)          | C     | 104.08 | 153           | 157           | 157           | 28                | 194            | 199            | 199            | 25                | 351   |
| 26                | David Katoatau (KIR)       | C     | 104.35 | 140           | 145           | 150           | 32                | 200            | 205            | 208            | 17                | 350   |
| 27                | Sergej Lichovoj (LTU)      | C     | 104.47 | 157           | 164           | 164           | 29                | 192            | 200            | 200            | 26                | 349   |
| 28                | Patrik Krywult (CZE)       | C     | 100.39 | 150           | 155           | 158           | 31                | 181            | 187            | 190            | 27                | 345   |
| —                 | Navab Nassirshalal (IRI)   | A     | 104.55 | 181           | 181           | 186           | 5                 | 220            | 223            | 226            | —                 | —     |
| —                 | Jorge Arroyo (ECU)         | B     | 104.62 | 170           | 175           | 180           | 7                 | 201            | 201            | 201            | —                 | —     |
| —                 | Sargis Martirosjan (AUT)   | B     | 104.71 | 178           | 181           | 183           | 11                | 202            | 202            | 202            | —                 | —     |
| —                 | Seo Hui-yeop (KOR)         | A     | 104.65 | 170           | 175           | 175           | 16                | 215            | 215            | 215            | —                 | —     |
| —                 | Bartłomiej Bonk (POL)      | A     | 103.46 | 183           | 183           | 183           | —                 | —              | —              | —              | —                 | —     |
| —                 | Mateus Gregório (BRA)      | B     | 104.15 | 170           | 170           | 170           | —                 | —              | —              | —              | —                 | —     |
| DSQ               | Dadash Dadashbayli (AZE)   | B     | 98.38  | 175           | 180           | 185           | —                 | 210            | 218            | 220            | —                 | —     |